# Jean Van Lierde
Pour les articles homonymes, voir Van Lierde.

Logo de l'IRG : le fusil brisé

Jean Van Lierde est un militant pacifiste et antimilitariste belge né le 15 février 1926 à Charleroi et mort le 15 décembre 2006. Il se définissait à la fois comme militant chrétien et libertaire,.
Il est considéré comme l'initiateur du statut de l'objection de conscience en Belgique.

## Biographie
Il a été président de la branche belge du Mouvement international de la Réconciliation (MIR/IFOR), de l'Internationale des résistants à la guerre (IRG - WRI), du "Bureau Européen de l'Objection de Conscience (BEOC)", ainsi que fondateur puis secrétaire général du "Centre de recherche et d'information socio-politique (CRISP)" et cofondateur du "Comité National d'Action pour la Paix et le Développement", devenu la "Coordination Nationale pour la Paix et la Démocratie (CNAPD)".
Cet homme profondément humain et non-violent est resté anti-militariste toute sa vie. Il a joué un rôle important dans la reconnaissance du statut d'objecteur de conscience en Belgique et s'est efforcé de traduire son « engagement non-violent dans une réalité communautaire, collective et internationaliste ». 
C'est ainsi qu'il s'est engagé dans la lutte d'indépendance du Congo belge. Pendant la formation du premier gouvernement congolais en 1960, il fut l’intermédiaire entre Patrice Lumumba et le gouvernement belge. 
Penseur autant qu’homme d’action, Jean Van Lierde écrivait : « Il faut un maximum de culture politique pour être un militant non-violent et anti-militariste ».
| « Une certitude en moi : après le fascisme et divers totalitarismes - de gauche et de droite - je pense qu'un nouveau manuel doit être préparé pour toutes les écoles du monde, c'est l'Éloge de la désobéissance. » (1991) |

### Jeunesse

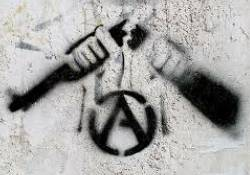
Libertaire et anti-militariste

Jean Van Lierde est né à Charleroi le 15 février 1926, dans une famille catholique modeste. Il a deux frères et une sœur. Comme «il y avait peu d'argent» à la maison, son père le fait entrer à 15 ans à l'usine où il est contremaître. Ayant dû interrompre ses études, il se rattrapera par la suite, en autodidacte passionné de littérature et d'archives.
Sur les traces de son frère aîné, André, il s'engage dans la résistance. À la Libération, en 1944, il s'insurge contre le traitement infligé aux collaborateurs, prisonniers battus, femmes rasées : «Je croyais que nous nous étions battus contre le fascisme pour ne pas devenir des salauds» dira-t-il. Il retient des excités qui voulaient « flinguer » quatre officiers allemands qui s'étaient rendus. On le met à l'écart de la garde des prisonniers politiques. «Peut-être cela a-t-il été l'éveil de ma vocation anti-militariste et anti-guerre ?»
Jean Van Lierde était alors dirigeant dans l'Action catholique, le scoutisme et dans la Jeunesse ouvrière chrétienne (JOC). Il collabore à diverses publications : Carrefour des routiers (scoutisme), La Relève, Le Brabant Wallon. Il participe à l'équipe diffusant Témoignage chrétien, dans laquelle il rencontre en 1948 Claire Audenaerde, qui devient son épouse en 1952.
Arrivé à Bruxelles en 1945, il fait la connaissance du groupe libertaire Pensée et action avec Marcel Dieu, dit Hem Day, anarchiste, franc-maçon et objecteur de conscience, membre du conseil de la WRI. Il deviendra son ami, et c'est lui qui lui apprend que dans son Église, «il y a une longue tradition de résistance à la guerre et de non-violence. Depuis l'Église primitive, une série de chrétiens, des prêtres, des moines se sont dressés contre le pouvoir militaire».
En 1947, assistant à l'une des premières rencontres entre les prêtres ouvriers français à Überlingen, près du lac de Constance, il apprend que des milliers d'objecteurs de conscience allemands avaient refusé de prendre les armes et avaient été fusillés ou décapités par les Nazis. Sa résolution est prise : lui, le résistant antifasciste, se dit qu'en souvenir de tous ceux qui ont résisté pendant cette guerre, jamais il ne portera l'uniforme et jamais il ne deviendra soldat.

### Objection de conscience et emprisonnement
Quand, en 1949, Jean Van Lierde reçoit son « ordre de rejoindre », comme on dit en Belgique, il envoie une lettre ouverte au ministre de la Défense nationale pour lui faire part de son «refus d'accomplir ce service qui rend obligatoire l'apprentissage du crime, Mon christianisme m'enseigne que la fin ne justifie pas les moyens. En refusant ce permis de tuer que les gouvernements des États accordent si facilement à leurs jeunes, je ne cherche pas une attitude de neutralité. Mon pacifisme est lié au combat de tous les opprimés du monde qui luttent contre toutes les formes de tyrannie, N'acceptant pas l'oisiveté des casernes je suis prêt à servir volontairement les communautés humaines en détresse, villages sinistrés, chantiers internationaux de service civil, etc.»
Lundi 10 octobre 1949, Jean prend congé de la vie familiale, Dernière mise au point de sa correspondance, dont une lettre à un oncle et une tante chez qui il a vécu pendant quatre ans et qui ont «veillé avec tant de soin sur ma santé, car j'oubliais parfois de souper, tellement j'étais intégré dans l'étude et l'action». Claire l'encourage «à aller de l'avant». Son père, «exemple magnifique d'honnête homme, profondément juste, désintéressé et dur travailleur», qui craint depuis deux ans une perte de foi de son fils, lui dit : «Tant que tu restes sur le plan chrétien, je suis avec toi».
Sa mère lui fait la remarque suivante : Pourquoi ne fais-tu pas comme tout le monde, les prêtres y vont bien à l’armée !. Dès avant la messe matinale à laquelle il avait assisté avec son père, il avait embrassé sa sœur Jeannine, lui souhaitant bon travail à l'Ecole normale. Départ, à moto, avec son frère Jacques.
À la caserne Marie-Henriette, Jean Van Lierde est mis au cachot pour refus d'obéissance à un supérieur, et transféré à la prison de Liège. La presse, alertée par l'IRG, dans un premier temps se tient coite, à l'exception d'un hebdomadaire socialiste et du mensuel "Jeunesse Nouvelle". Se constitue alors un Comité d'Action pour un statut légal des objecteurs de conscience, réunissant des personnes de divers horizons politiques et philosophiques. Claire Audenaerde en assume le secrétariat. Ce comité remet au ministre de la Défense nationale une pétition demandant la mise en liberté des objecteurs de conscience et la création d'un statut légal à leur intention. C'est en son sein que s'élaborera une proposition de loi déposée l'année suivante. Le 25 novembre, Jean est libéré sans jugement ni mot d'explication. C'est qu'il est connu et que la presse commence à s'intéresser aux objecteurs.
Mais un an plus tard, le 20 novembre 1950, il reçoit un second ordre de rejoindre l'armée, ce qui l'amène à confirmer son refus au ministre : «(...) je tiens à vous avertir une nouvelle fois, de ma non-coopération à cette course au suicide qu'entreprend le monde, de mon refus d'accomplir le service militaire. (...) Je reste intimement lié aux profondes aspirations des peuples qui luttent contre l'exploitation colonialiste et l'oppression des Etats. La course aux armements sauve une fois de plus le capitalisme, qui ne peut résoudre ses crises qu'en déclenchant la mobilisation économique, et celle-ci s'oppose irrémédiablement à la Révolution sociale.. En disant NON à l'armée, j'exprime mon internationalisme socialiste, En refusant l'uniforme, j'affirme que tous les hommes sont frères. En n'acceptant pas l'apprentissage du meurtre légal, je proteste contre la folie des Gouvernements qui massacrent des générations au nom de la liberté et du droit à la vie. (...) J'espère Monsieur le ministre, que vous comprendrez les exigences d'un pacifisme réaliste, tout à l'opposé du pacifisme verbal des Pouvoirs (...)».
Le 28 novembre 1950, retour à la caserne de Namur, violences de la part des militaires, menottes pour son transport en train avec deux gendarmes vers la prison de Liège. De nombreux journaux revendiquent cette fois la libération de Jean Van Lierde et soutiennent l'objection de conscience. Le procès de Van Lierde se tient enfin le 27 février 1951 devant le Conseil de guerre de Liège. Il est alors défendu par ses amis les avocats François Dejemeppe et Antoine Braun. Verdict : neuf mois de prison, trois pour outrages (!) et six pour refus d'obéissance. 
Avant même qu'il n'ait purgé cette seconde peine, Jean Van Lierde reçoit un nouvel ordre de rejoindre l'armée. Mais, comme l'écrit Le Peuple: « le cas Van Lierde est devenu l'affaire Van Lierde ».
Sitôt libéré, Jean est de nouveau incarcéré. Comparaissant devant le Conseil de guerre de Bruxelles, il écope de six mois de prison. Sa déclaration : Pourquoi je refuse, d'être soldat, reste un des textes essentiels de l'antimilitarisme belge (8e réédition en 1986).

### La mine
En 1952, devant l'ampleur des protestations, la Défense nationale va se résoudre à un compromis, Jean Van Lierde se déclare « prêt à travailler comme mineur de fond à la place du service militaire, à la condition que le gouvernement accélère le vote du statut et que sa peine soit considérée comme l'amorce d'un service civil ». Il est envoyé aux charbonnages pour trois ans (en plus de quinze mois passés en prison). Les patrons refusent de l'engager à cause de sa réputation de « forte tête », mais il sera finalement embauché au charbonnage du Bois du Cazier à Marcinelle. Ému par les conditions de travail déplorables dans les mines, il fait paraître des articles attaquant violemment les conditions de travail des mineurs, et en 1953, les Jeunes gardes socialistes de Bruxelles publient son réquisitoire Six mois dans l'enfer d'une mine belge. Mis à l'index de tous les charbonnages en 1952, après avoir reçu quatre préavis de licenciement, il est donc contraint au chômage avec interdiction de travailler. Il est alors le seul mineur belge chômeur !

### Le statut d'objecteur de conscience
Le 28 mai 1953, l'autorité militaire décide de le rappeler à nouveau, mais l'indignation de plusieurs parlementaires l'oblige à surseoir au rappel. Il ne sera plus inquiété, mais ce n'est qu'en 1956 que Jean Van Lierde se verra déclaré exempt de tout rappel en temps de paix. 
Un projet de loi est enfin rédigé en 1955, qui aboutit au vote d'une loi en 1964. En 1974, Jean Van Lierde intervient vigoureusement contre une circulaire du ministre de l'Intérieur limitant la liberté d'expression des objecteurs. Lorsque la loi est modifiée en 1975, apportant diverses réformes positives, Jean Van Lierde souligne que cela «marque vraiment un tournant décisif pour tous les pacifistes et les organisations antimilitaristes. Il est même probable (que cette loi) engendrera la concrétisation d'un vieux projet visant à la formation régulière à la résistance civile non violente de tous les objecteurs en service, et des autres !» S'agissant de la généralisation d'une résistance civile non violente, il apparaît que le proverbe voulant que nul ne soit prophète en son pays se vérifie dans le cas de Jean Van Lierde.

### Les décolonisations
Jean Van Lierde crée en 1958 les « Amis de Présence Africaine ». Avec d'autres, il élabore une stratégie non-violente pour parvenir à l'indépendance du Congo. En 1959, lorsque le gouvernement belge veut envoyer la troupe au Congo, il participe à la mobilisation : « Pas un franc, pas un homme pour une guerre coloniale ». Le gouvernement belge recule en moins de quinze jours. Il était ami et conseiller de Patrice Lumumba, premier Premier ministre du Congo indépendant, assassiné en 1961. Il encouragea d'ailleurs Lumumba à prononcer son fameux discours anticolonialiste de la cérémonie d'indépendance du Congo, réponse au discours jugé paternaliste du roi Baudouin Ier, texte qui valut sa réputation sulfureuse au ministre. Van Lierde témoigna, en juin 2001, devant la Commission d'enquête de la Chambre des Représentants de Belgique chargée de déterminer les circonstances exactes et l'implication des hommes politiques belges de l'époque dans l'assassinat de P. Lumumba.
Pendant la guerre d'Algérie, il affirme dans la revue "Route de paix - Coexistence" sa solidarité avec le peuple algérien, mais aussi son désaccord quant aux moyens violents que certains préconisent. Il est actif dans un réseau d'aide au FLN et aux réfractaires français.
Il participe aux réseaux d’accueil de déserteurs américains durant la guerre du Viêt Nam.

### Le mouvement de paix
Jean Van Lierde est délégué de l'IRG au congrès du Conseil mondial de la paix à Vienne en 1952. Il s'oppose à Frédéric Joliot-Curie et obtient de s'exprimer librement. Il mentionne en particulier un décret de Lénine de 1919 reconnaissant l'objection de conscience. Il se rend encore au congrès de 1973 qui a lieu à Moscou, non sans difficultés. Son visa lui est d'abord refusé et il ne l'obtient que grâce à la solidarité d'autres délégués qui refusent tout simplement de prendre leur avion si Jean Van Lierde n'en est pas. Il obtiendra que l'objection de conscience soit mentionnée dans la résolution finale, sous l'expression de « droit au refus de tuer » imaginée par Seán MacBride. 
Les triennales de la WRI sont des rendez-vous importants. Jean Van Lierde est à Rome en 1966, participant avec Joan Baez aux actions contre la guerre du Viêt Nam. Puis il rencontre Daniel Ellsberg en Pennsylvanie en 1969.
En 1991, Jean Van Lierde est encore président du Bureau Européen de l'Objection de Conscience (BEOC). Il s'émeut pour les centaines de jeunes objecteurs Serbes et Croates, Grecs ou Palestiniens.
Jean Van Lierde fut l’un des fondateurs du "Centre de recherche et d'information socio-politiques (CRISP)"  en 1959, et son secrétaire général durant 25 ans.

### Le devoir de mémoire
Déjà en 1990, les Cahiers de la Réconciliation publient un portrait de Jean Van Lierde. Un entretien paraît dans la revue Alternatives non-violentes en 2000.
En 1994 paraissent les « Carnets de prison », en 1998 « Un insoumis ». Puis un autre livre paraît en 2002, qui se concentre sur les années 1952-1964 : « La guerre sans armes : Douze années de luttes non-violentes en Europe ».
Un film intitulé « L'objecteur : Portrait de Jean Van Lierde » est tourné en 1998 par Hugues Le Paige pour la RTBF. 
Jean Van Lierde a conservé de nombreuses archives. Par exemple 189 lettres de Jean Goss de la période 1952-1964. 
Selon un inventaire de 2000, ses livres, revues, journaux et documents sont déposés dans les centres suivants : ARCA (Archives du monde catholique, Louvain-la-Neuve), AMSAB (Archives et musée du mouvement ouvrier socialiste), Bibliothèque de Théologie (?), CARHOP (Centre d'Animation et de Recherche en Histoire Ouvrière et Populaire), IEV (Institut Emile Vandervelde), CEGES-SOMA (Centre d'études et de documentation Guerre et Sociétés contemporaines), EAK (Enquête naar de Arbeidskrachten), CGD (Centre général de documentation), IEE, Mundaneum (Centre d’Archives de la Communauté française de Belgique), KADOC (Documentatie- en Onderzoekscentrum voor Religie, Cultuur en Samenleving), CGRI (Commissariat général aux relations internationales).
À l'occasion du 75e anniversaire de l'Internationale des résistant(e)s à la guerre, en 1996, Jean Van Lierde (70 ans) fait un discours où il retrace quelques souvenirs de cinquante ans d'activités antimilitaristes.
Une Bibliothèque Jean Van Lierde est installée à la Maison de la Paix de Bruxelles

## Publications
- Jean Van Lierde, Pourquoi je refuse d'être soldat : déclaration faite devant le Conseil de guerre de Bruxelles le 3 octobre 1951, Bruxelles, IRG, 1951? (réimpr. 1956 4e éd., 1971 7e éd., 1986 8e éd.), 8 p.

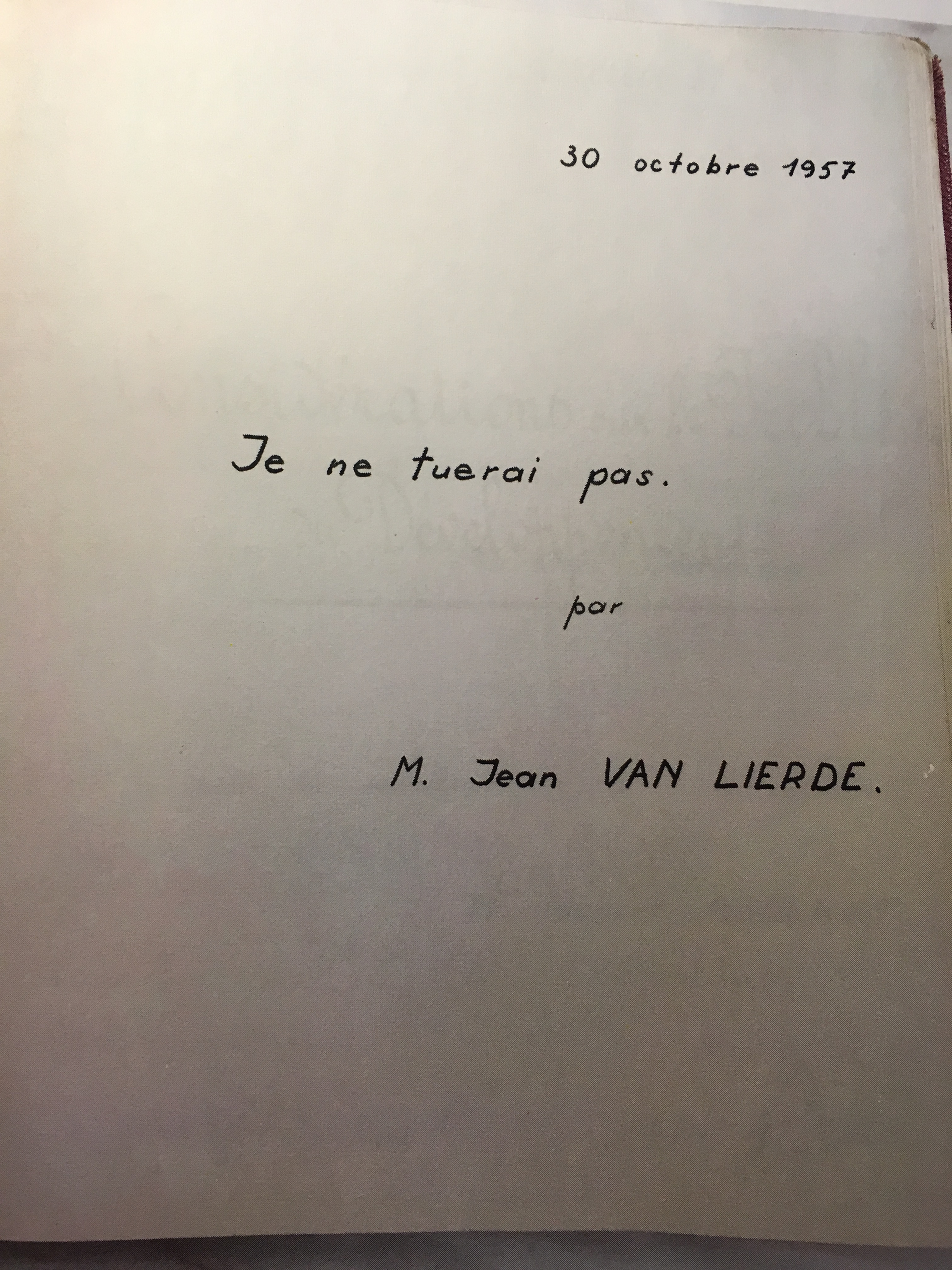
Jean van Lierde, Je ne tuerai pas, au Château Drese, réunion le 30 octobre 1957

- Jean van Lierde, Je ne tuerai pas, au Château Drese, réunion le 30 octobre 1957Jean van Lierde, Je ne tuerai pas, Château Drese, réunion 30 octobre 1957
- Jean Van Lierde; éd. Emile van Ceulen, 6 mois dans l'enfer d'une mine belge, Bruxelles, Service d'édition de la fédération bruxelloise de J.G.S., 1953 (réimpr. 1956 3e éd.), 23 p.
- Jean Van Lierde [édit.], La pensée politique de Patrice Lumumba, textes et documents recueillis et présentés par Jean Van Lierde, Paris-Bruxelles, Ed. Présence africaine, 1963, préface de J.-P. Sartre.
- (en) Jean Van Lierde [édit.], Lumumba Speaks. The Speeches and Writings of Patrice Lumumba, 1958-1961, Boston, Little Brown and Company, 1972, traduit par Helen R. Lane.
- Jean van Lierde, Jean van Lierde : 35 ans d'objections : en marge du 20e anniversaire du statut, Charleroi, Luttes antimilitaristes, février 1984, 39 p.
- Patrice Lumumba. La dimension d'un tribun nonviolent, Bruxelles, MIR-IRG, 1988.
- Jean van Lierde, Carnets de prison, Bruxelles, Vie Ouvrière ; Mouvement international de la réconciliation ; Confédération du service civil de la jeunesse, 1994, 262 p. (ISBN 2-87003-286-2)Présenté par Alain Faniel dans les "Cahiers de la Réconciliation", no 4, 1994, p. 2-4.
- Jean Van Lierde, Cinquante ans dans la WRI : Discours prononcé par Jean Van Lierde à l'occasion des 75 ans de la War Resisters' International - Internationale des Résistants à la Guerre, Conseil de la [WRI], Liège, le 24 juillet 1996, Bruxelles, MIR-IRG, 1997, 22 p.
- Jean Van Lierde ; avec la collaboration de Xavier Zeebroek et Pierre Arcq, Un insoumis, Bruxelles, Ed. Labor, coll. « La Noria », 1998, 208 p. (ISBN 2-8040-1314-6)
- Guy de Bosschère & Jean Van Lierde, La guerre sans armes : Douze années de luttes non-violentes en Europe (1952-1964), Bruxelles ; Paris, Luc Pire ; Karthala, 2002, 117 p. (ISBN 2-87415-138-6)Ce livre éclaire le travail idéologique entrepris par les « Groupes Esprit » de Belgique et raconte l'implication des militants chrétiens et socialistes belges dans les conflits coloniaux du Congo et de l'Algérie. Décrit le parcours de la revue internationale « Route de Paix - Coexistence ».